# Rue Vanderlinden
Pour les articles homonymes, voir Vanderlinden.
La rue Vanderlinden (en néerlandais : Vanderlindenstraat) est une rue bruxelloise de la commune de Schaerbeek qui va de la rue des Palais à la rue James Watt en passant par la rue de Moerkerke et la rue du Pavillon.

## Histoire et description
Cette rue porte le nom d'un ancien membre du Gouvernement provisoire, Joseph Vanderlinden, né à Bruxelles en 1798 et décédé à Bruxelles en 1877.
La numérotation des habitations va de 1 à 153 pour le côté impair, et de 2 à 194 pour le côté pair.

## Adresses notables
- no 15A : Église Orthodoxe roumaine Saint-Nicolas-de-Myre
- no 52 : Le peintre Louis Artan de Saint-Martin y a habité
- no 65 : La Galerie.be (galerie d'art)